# Roman Nowosielski
Roman Stanisław Nowosielski (ur. 11 maja 1957 w Lęborku) – polski prawnik, adwokat, sędzia Trybunału Stanu (2005–2011).

## Życiorys
W 1980 ukończył studia prawnicze na Wydziale Prawa i Administracji Uniwersytetu Gdańskiego. Od 1980 do 1982 odbył aplikację sądową. W latach 1981–1983 orzekał jako asesor w Sądzie Rejonowym w Gdańsku. Od 1984 do 1987 odbywał aplikację adwokacką, od 1989 prowadzi własną Kancelarię Nowosielski i Partnerzy. Najbardziej znane procesy z jego udziałem dotyczyły m.in. tzw. roszczeń zabużańskich, roszczeń dawnych właścicieli gdańskich kamienic, a także oskarżeń o współpracę z SB wysuwanych przez „Wprost” pod adresem rektora UG Andrzeja Ceynowy. Został również pełnomocnikiem rodzin ofiar katyńskich. W 2001 założył Krajowe Centrum Reprywatyzacji.
W 2005 został po raz pierwszy wybrany do Trybunału Stanu. 14 listopada 2007 Sejm wybrał go ponownie. Jego kandydaturę wysunął klub parlamentarny Platformy Obywatelskiej. W 2011 bez powodzenia kandydował do Senatu z ramienia OdS, zajmując 2. miejsce spośród 6 kandydatów.
W 2007 uhonorowany nagrodą „Złoty Paragraf”, przyznawaną dla najlepszego adwokata w Polsce przez „Gazetę Prawną”.

## Ordery i odznaczenia
- Krzyż Kawalerski Orderu Odrodzenia Polski (10 kwietnia 2014)[10][11]
- Srebrny Krzyż Zasługi (1 grudnia 2005)[12]
- Medal Księcia Mściwoja II (2009)[13]
- Srebrny Medal Ministra Sprawiedliwości
- Brązowy Medal Ministra Sprawiedliwości
- Medal Wojewody Pomorskiego Sint sua Praemia Laudi
- Medal 25-lecia Podpisania Porozumień Sierpniowych i Powstania NSZZ „Solidarność”

Źródło:.